# Umm Kajsz
Umm Kajsz (arab أم قيس nyugati átírással Umm Qais) kisváros Jordánia északnyugati csücskében, a Kineret-tó déli csúcsától kb. 10 km-re. A város környéke műemlékekben gazdag, itt található az ókori Gadara romterülete.

## Gadara
A város a Ptolemaioszok uralma alatt volt alapítva, a Kr. e. 3. században. Kr. e. 63-ban a rómaiak foglalták el és ezután a Dekapolisz (Tíz város) csoportjába tartozott. Virágkorát a római és a bizánci időkben élte. A 8. század közepén földrengés pusztította el, ezután elhagyatottá vált.
Az evangéliumok alapján Jézus többször megfordult e vidéken. Egy alkalommal két démontól megszállt embert gyógyított meg itt (ördögűzés), majd a démonokat disznókba küldte, s az egész konda a meredek parton át a tóba rohant és vízbe fulladt. Ezután a városlakók távozásra kérték őt a környékről.

## Fordítás
Ez a szócikk részben vagy egészben  az   Umm Qais című angol Wikipédia-szócikk fordításán alapul.  Az eredeti cikk szerkesztőit annak laptörténete sorolja fel. Ez a jelzés csupán a megfogalmazás eredetét és a szerzői jogokat jelzi, nem szolgál a cikkben szereplő információk forrásmegjelöléseként.